# Archibald C. Hart

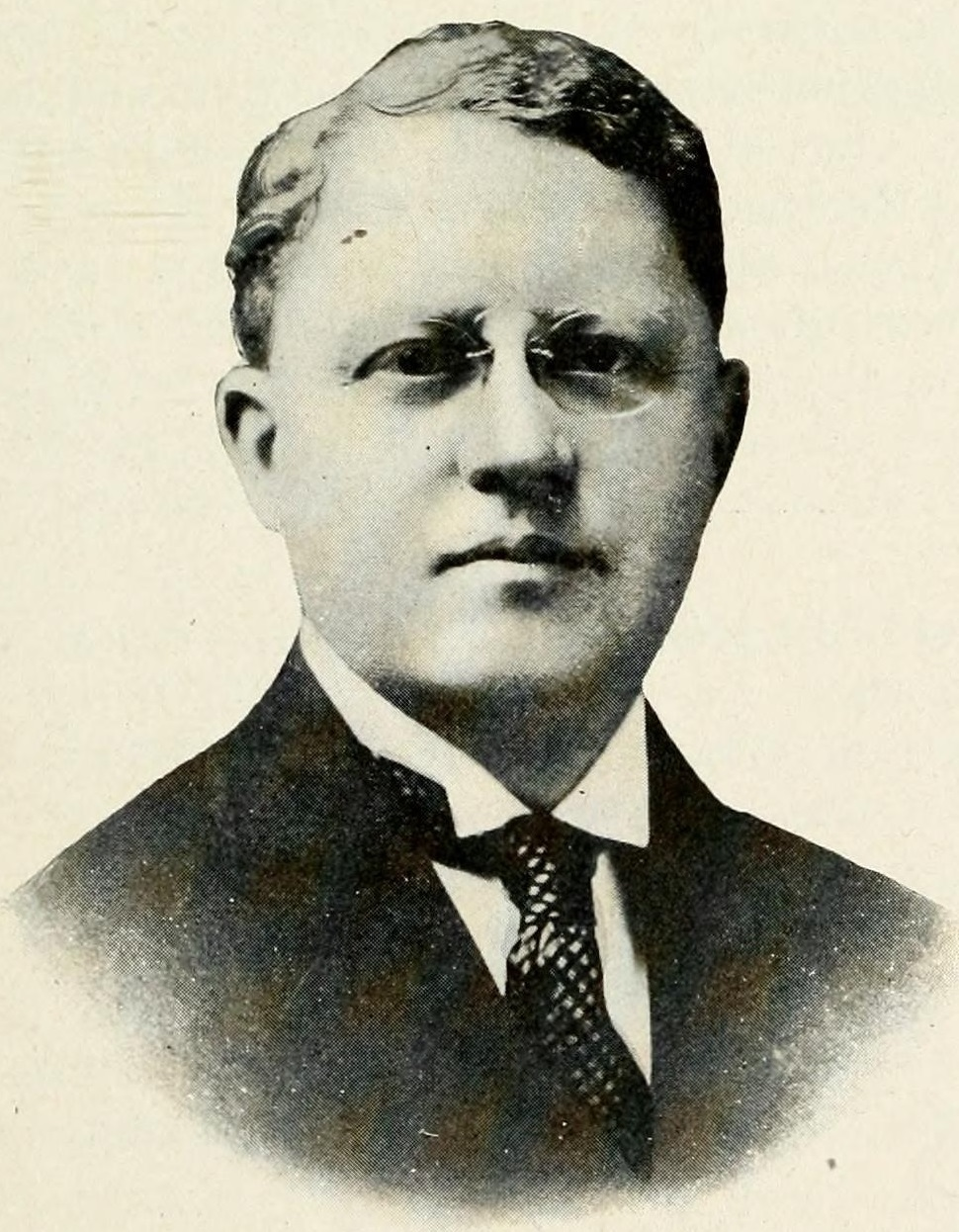
Archibald C. Hart

Archibald Chapman Hart (* 27. Februar 1873 in Lennoxville, Québec, Kanada; † 24. Juli 1935 in Teaneck, New Jersey) war ein US-amerikanischer Politiker. Zwischen 1912 und 1917 vertrat er zweimal den Bundesstaat New Jersey im US-Repräsentantenhaus.

## Werdegang
Im Jahr 1882 kam Archibald Hart mit seinen Eltern zunächst nach New York City. Zwei Jahre später zog die Familie nach Hackensack, wo er die öffentlichen Schulen besuchte. Nach einem anschließenden Jurastudium und seiner 1896 erfolgten Zulassung als Rechtsanwalt begann er in Hackensack in diesem Beruf zu arbeiten. Während des Spanisch-Amerikanischen Krieges von 1898 diente er in einer Freiwilligeneinheit aus New Jersey. Anschließend gehörte er vier Jahre lang der Nationalgarde von New Jersey an. Später arbeitete Hart als Bankier, Verleger und in der Immobilienbranche. Politisch wurde er Mitglied der Demokratischen Partei. Im Juli 1908 war er Delegierter zur Democratic National Convention in Denver, auf der William Jennings Bryan zum dritten Mal als Präsidentschaftskandidat nominiert wurde.
Nach dem Rücktritt des Kongressabgeordneten William Hughes wurde Hart bei der fälligen Nachwahl für den sechsten Sitz von New Jersey als dessen Nachfolger in das US-Repräsentantenhaus in Washington, D.C. gewählt, wo er am 5. November 1912 sein neues Mandat antrat. Da er bei den regulären Wahlen des Jahres 1912 von seiner Partei nicht mehr nominiert wurde, konnte er bis zum 3. März 1913 nur die laufende Legislaturperiode im Kongress beenden. Nach dem Tod des 1912 zu seinem Nachfolger gewählten Lewis J. Martin wurde Hart erneut bei einer Nachwahl in den Kongress gewählt. Nach einer Wiederwahl konnte er diesmal zwischen dem 22. Juli 1913 und dem 3. März 1917 sein Mandat im US-Repräsentantenhaus ausüben. Im Jahr 1916 verzichtete er auf eine erneute Kandidatur.
Nach dem Ende seiner Zeit im US-Repräsentantenhaus praktizierte Archibald Hart wieder als Anwalt. Außerdem nahm er auch seine anderen früheren Tätigkeiten wieder auf. Zwischen 1920 und 1930 fungierte er als Staatsanwalt im Bergen County. Er starb am 24. Juli 1935 in Teaneck und wurde in Hackensack beigesetzt.